# Katedra św. Wincentego i św. Jakuba we Wrocławiu
Katedra św. Wincentego i św. Jakuba we Wrocławiu – katedra greckokatolicka we Wrocławiu położona przy pl. Nankiera 15.

## Historia
Kościół został ufundowany przez Henryka Pobożnego wraz z klasztorem dla sprowadzonych z Pragi franciszkanów ok. 1240 (być może już w 1232 lub 1234). Pierwsza źródłowa wzmianka o pojawieniu się franciszkanów we Wrocławiu pochodzi z Codex diplomaticus Silesiae z 1234 r. Kolejne przekazy dotyczące kościoła św. Jakuba związane są z utworzeniem prowincji czesko-polskiej na kapitule prowincjalnej w Pradze 24 lipca 1238 r. Według Kroniki Fürstenhaina 14 października 1239 r. odbyła się kapituła we Wrocławiu pod przewodnictwem czesko-polskiego prowincjała Tworzymira. Początkowo kościół nosił wezwanie św. Jakuba i był zbudowany w stylu romańskim. Jeszcze w trakcie budowy krypta pod kościołem stała się miejscem pochówku fundatora – księcia Henryka Pobożnego, który w 1241 zginął w bitwie z Mongołami pod Legnicą. W kościele, wzmiankowanym w 1254 jako ukończony, ogłoszono 16 grudnia 1261 przywilej lokacyjny Nowego Miasta na prawie magdeburskim, umożliwiający dalszy rozwój Wrocławia. Kościół ten był trójnawową halą i posiadał jedno- lub dwuprzęsłowe prezbiterium.
W wiekach XIV i XV poddany poważnej przebudowie i rozbudowie, która z braku środków ciągnęła się bardzo długo i z przerwami. W tym czasie powstała nawa główna kościoła o długości 77,5 m i wys. 23 m w przeważającym do dziś stylu gotyckim. Czworobok klasztorny przylega do kościoła od północy, co jest nietypowe dla tej części Europy.
Na początku XVI w. franciszkanie w większości albo przeszli na protestantyzm albo opuścili Wrocław. Ci z nich, którzy pozostali, w 1529 przenieśli się do kościoła św. Doroty. Opuszczony przez franciszkanów kościół przejęli norbertanie (premonstratensi) przeniesieni z przeznaczonego decyzją rady miejskiej do wyburzenia zespołu klasztornego w miejscu obecnego kościoła św. Michała Archanioła na Ołbinie. Norbertanie w dniu 3 czerwca 1530 poświęcili kościół swemu patronowi z Ołbina – świętemu Wincentemu. W latach 1619–1625 zburzono lektorium z częścią romańskiej krypty.
W latach 1662–1674 kościół otrzymał bogate wyposażenie barokowe, m.in. w 1667 Franz Zeller i Georg Czermak zbudowali nowy ołtarz. Za rządów opata Andreasa Gebela rozpoczęto w 1673 przebudowę klasztoru w stylu barokowym. Późnobarokowa kaplica pw. Matki Boskiej Bolesnej (później Najświętszego Sakramentu) została natomiast wzniesiona przy południowej elewacji w latach 1723–1727 przez Christopha Hacknera.

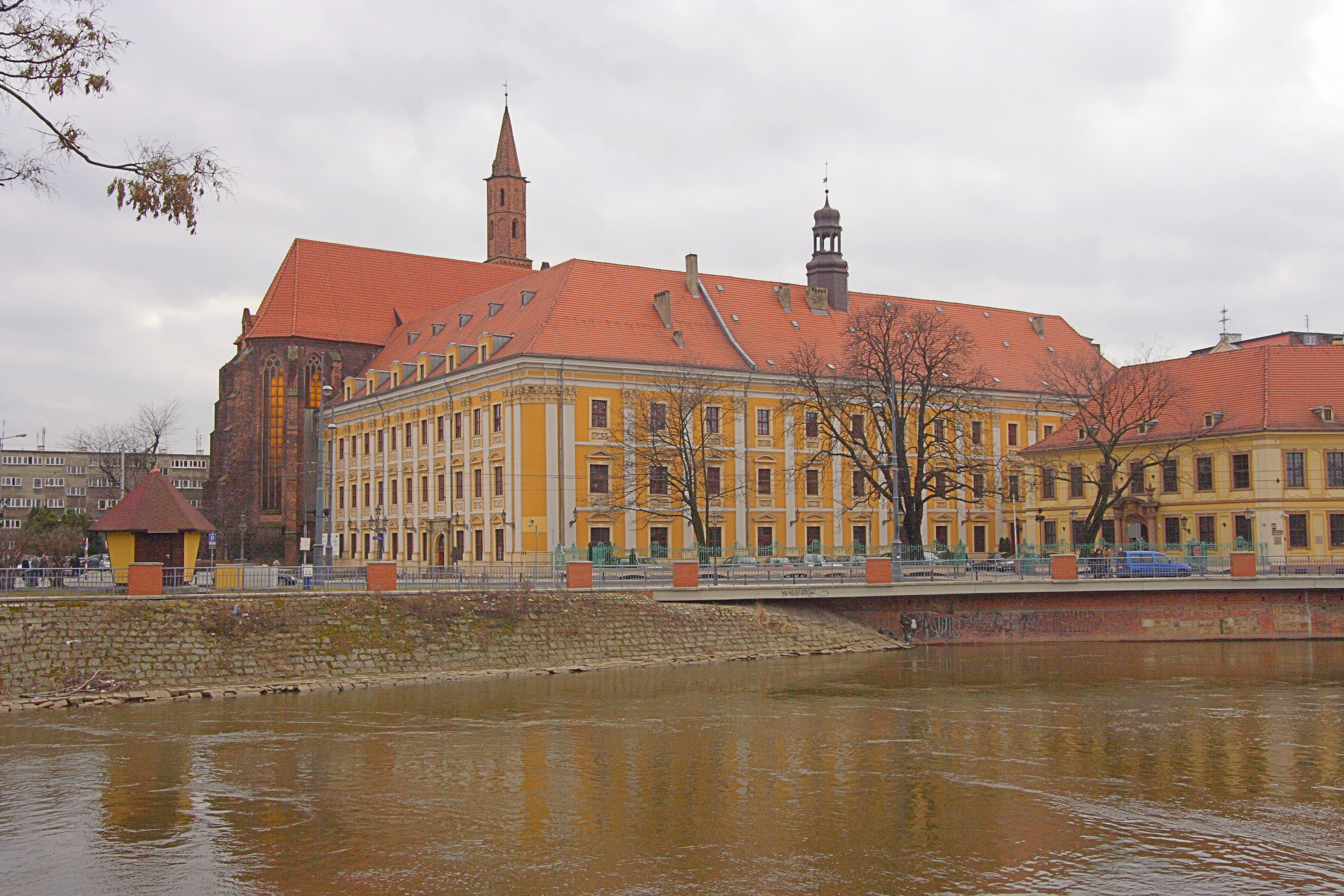
Zespół poklasztorny przy katedrze (obecnie gmach Wydziału Filologii Uniwersytetu Wrocławskiego)

Po sekularyzacji zakonu w 1810 kościół przekształcono w parafialny, zaś budynki klasztoru przeznaczono na siedzibę sądu.
W ostatnich dniach II wojny światowej kościół uległ ciężkim zniszczeniom, m.in. zawaliła się wieża, a wraz z nią część ściany bocznej i sklepień. Zachowane w dobrym stanie stalle przeniesiono do chóru katedry. Odbudowa trwała ponad 40 lat. Została rozpoczęta w 1947 r. i zakończona w 1991 r. ponowną konsekracją. Odbudowany kościół (latarnia i hełm wieży ukończony dopiero w latach 80.) przez jakiś czas służył tymczasowo jako garnizonowy, w zastępstwie odbudowywanego po pożarze kościoła św. Elżbiety.
W 1997 papież Jan Paweł II i kard. Henryk Gulbinowicz przekazali świątynię Kościołowi greckokatolickiemu jako siedzibę eparchii wrocławsko-gdańskiej. W latach 1997–1999 ostatecznie ukończono renowację, m.in. przełożono dach.
Parafia greckokatolicka we Wrocławiu istnieje od 1956 roku. Należy do eparchii wrocławsko-koszalińskiej.

## Kaplica Hochberga
W latach 1723–1728, na fundamentach kaplicy gotyckiej, dobudowano do południowej nawy kościoła nową barokową kaplicę wg projektu Christopha Hacknera. Zleceniodawcą budowy był hrabia Ferdinand Hochberg, opat wrocławskiego klasztoru norbertanów, który postanowił przygotować w niej miejsce swojego pochówku. W 1725 roku pod kopułą namalowano freski ze scenami z życia Matki Boskiej, we wnętrzu umieszczono rzeźby dłuta Jana Jerzego Urbańskiego, kamienne ozdoby z warsztatu  Jana Adama Kharingera i między innymi kratę uznaną za arcydzieło sztuki kowalskiej. W ołtarzu umieszczono XV-wieczną pietę, na zewnątrz zaś rzeźby Matki Boskiej, św. Barbary i św. Jana Nepomucena. Kaplica została poważnie zniszczona podczas bombardowań w 1945 roku. Szczególnie ucierpiało wnętrze kaplicy, które całkowicie utraciło swoje wyposażenie przez częściowe zarwanie i spękaniu sklepienia i konstrukcji kopuły, z której odpadła większość pokrytych freskami tynków. Zapadło się również sklepienie krypty znajdującej się pod kaplicą. Zniszczeniu uległo ponad 90% powierzchni fresków oraz większość dekoracji ściennych.
W latach 2000–2013 dokonano za kwotę prawie 10 mln złotych rekonstrukcji wystroju wnętrza, przywracając sztukaterie oraz polichromie na sklepieniach. Pieta nad ołtarzem jest dokładną kopią oryginału będącego w zbiorach Muzeum Narodowego we Wrocławiu. Ołtarz został złożony z 1300 fragmentów, które zostały odnalezione w gruzie wypełniającym wnętrze.
W 2023 w zbiorach KUL odnaleziono uznawaną dotąd za zniszczoną głowę św. Anny z rzeźby znajdującej się do 1945 w kaplicy. Po wojnie została ona błędnie zidentyfikowana, zdeponowana w Muzeum Archidiecezjalnym, a w 1956 przekazana do Lublina.

## Galeria

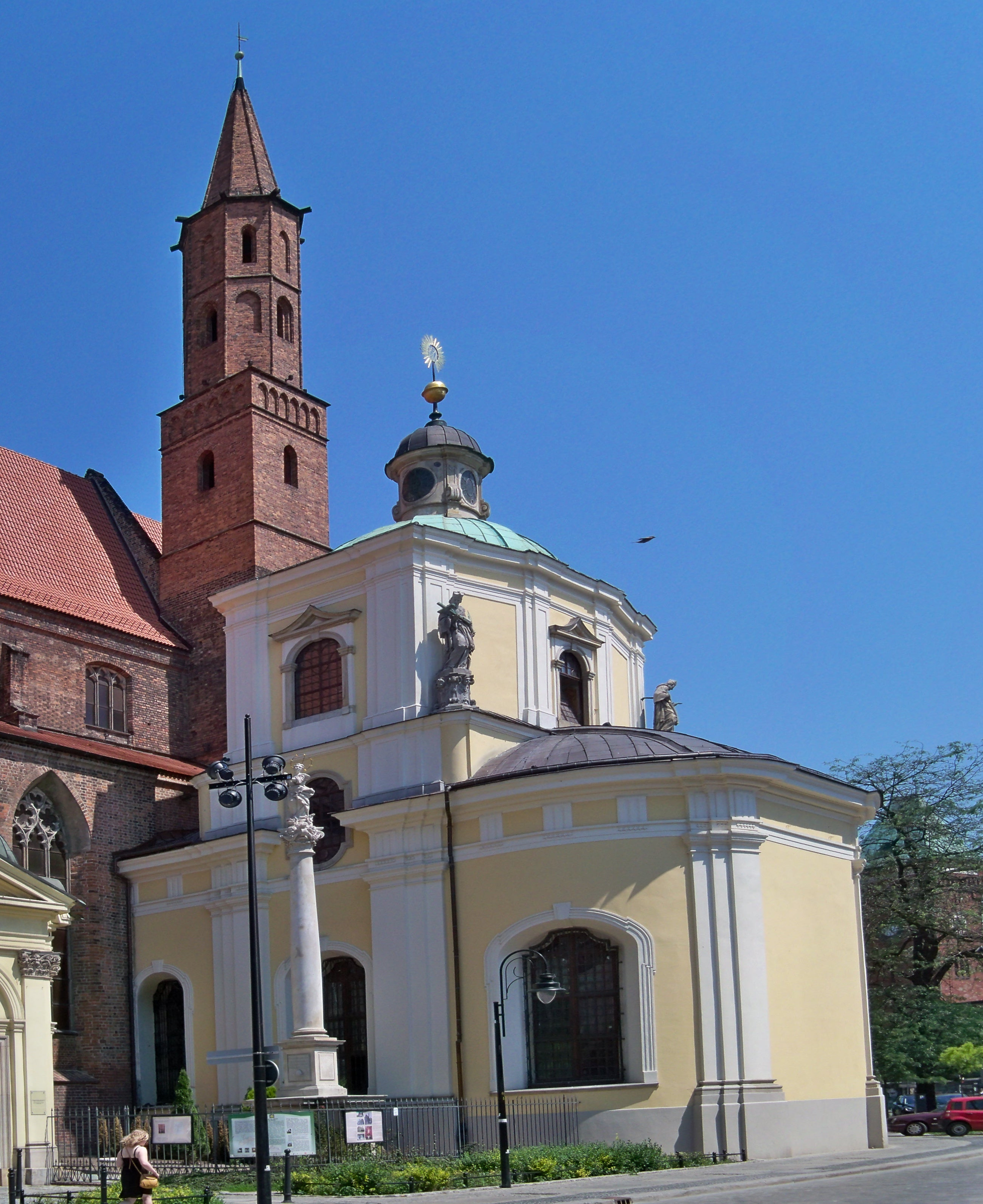
Barokowa kaplica Hochberga
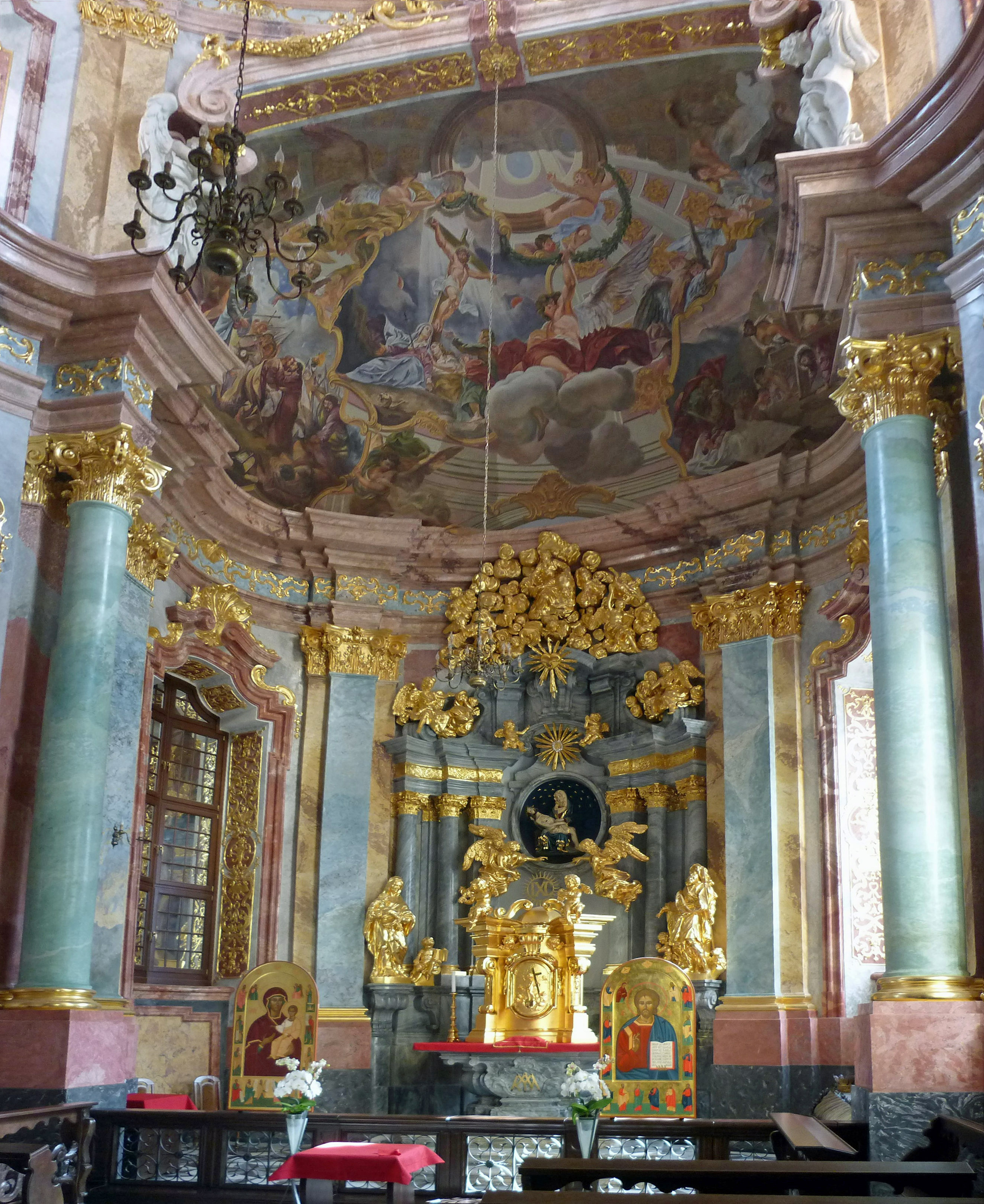
Kaplica Hochberga
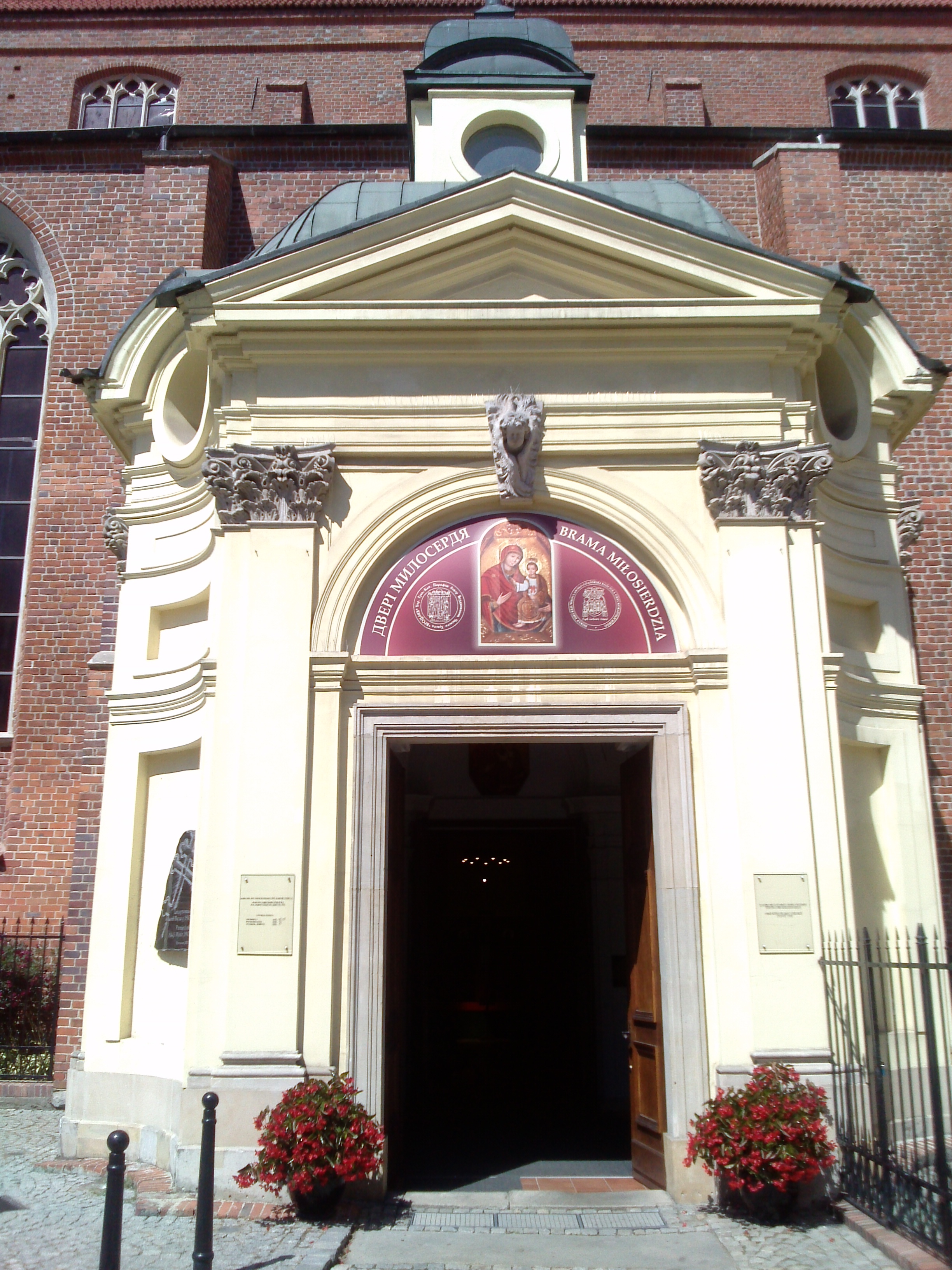
Portal
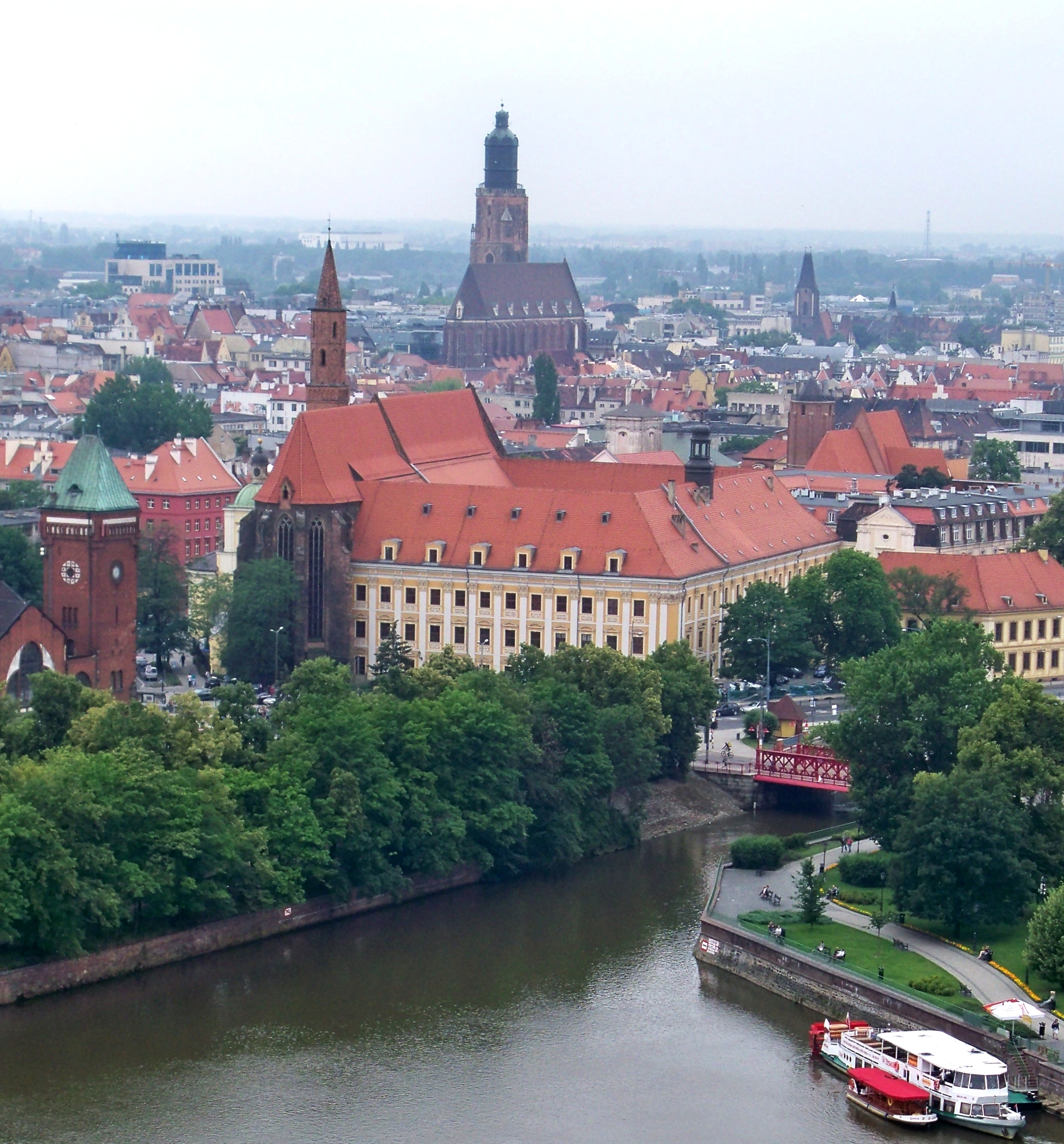
Klasztor franciszkanów
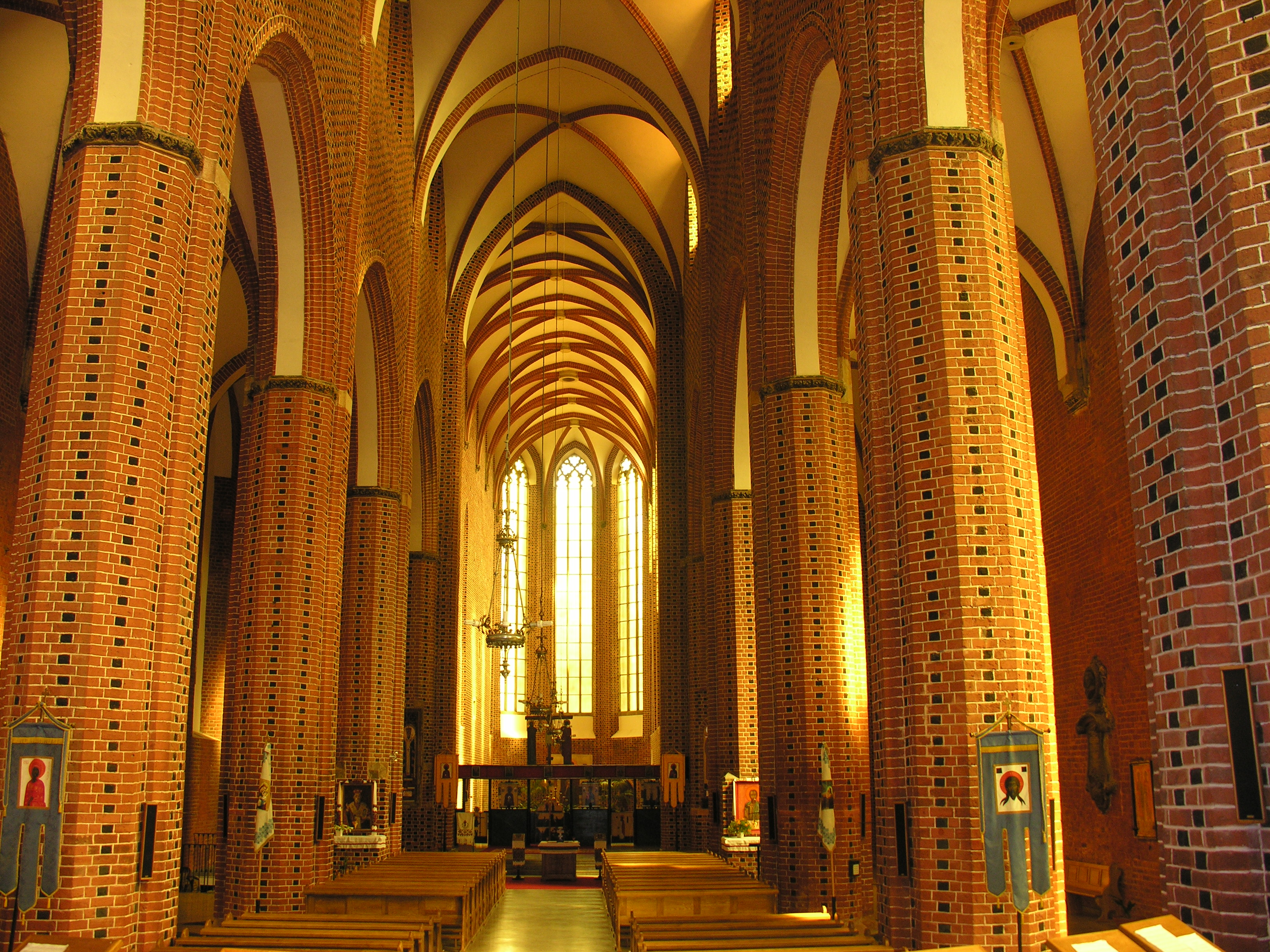
Nawa główna
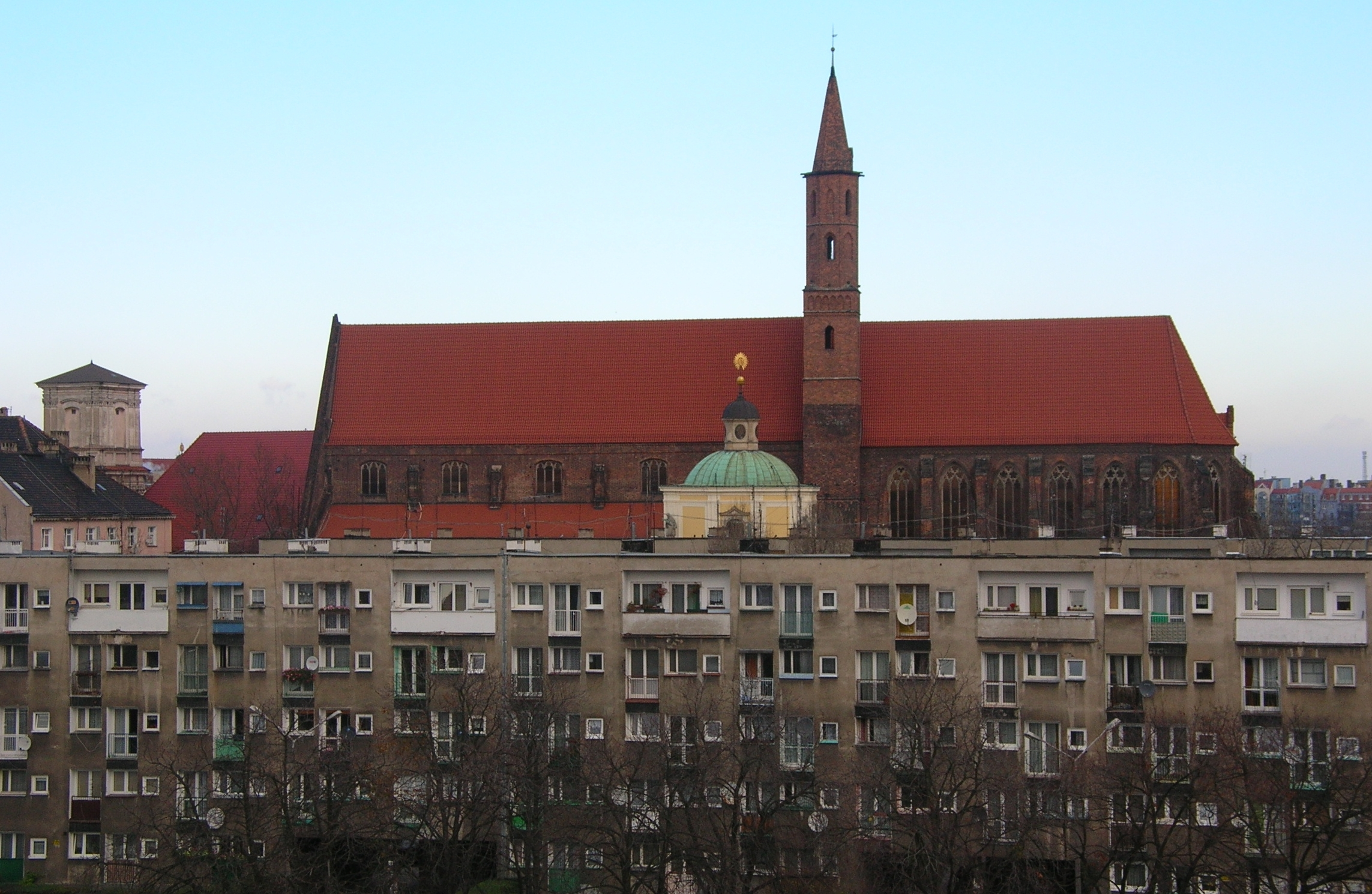
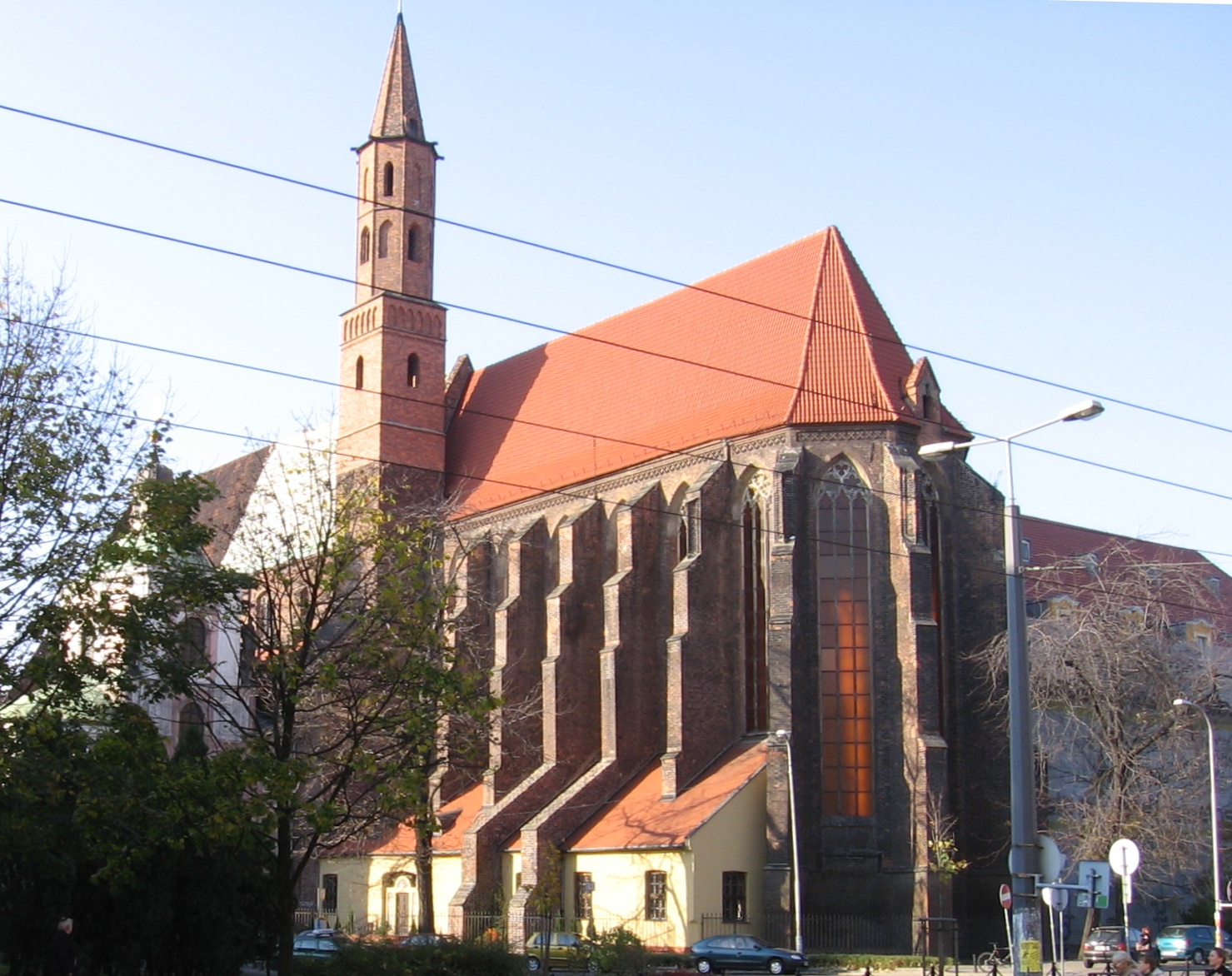
Gotyckie prezbiterium

## Inne katedry we Wrocławiu
Poza greckokatolicką katedrą we Wrocławiu znajdują się jeszcze cztery katedry należące do innych wyznań. Są to:
- rzymskokatolicka archikatedra św. Jana Chrzciciela
- luterański kościół Opatrzności Bożej – siedziba biskupa, odpowiednik katedry
- polskokatolicka katedra pw. św. Marii Magdaleny
- prawosławna katedra pw. Narodzenia Przenajświętszej Bogurodzicy